# Mårten Ludvig Löth-Örnsköld
Mårten Ludvig Löth-Örnsköld, född 11 april 1725, död 24 juni 1791 vid Medevi hälsobrunn, var en svensk friherre och militär.

## Biografi
Mårten Ludvig Löth-Örnsköld var son till majoren Johan Löth-Örnsköld och Sara Helena Schönström. Han blev student vid Uppsala universitet 1739 och inledde sin ämbetsmannabana som auskultant i Svea hovrätt 1743. Han utnämndes till amanuens där 1745 och befordrades till överstelöjtnant i augusti 1762.
År 1756 övertog han Karmansbo.
Löth-Örnsköld utnämndes till riddare av Svärdsorden 1770 och upphöjdes i friherrligt stånd året därpå.

## Familj

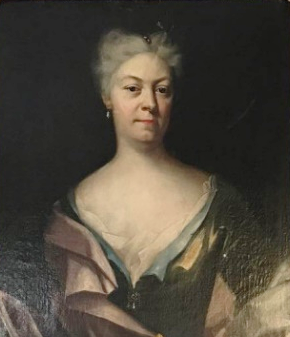
Alleta Maria Söderhielm (1733–1794).

Mårten Ludvig Löth-Örnsköld gifte sig den 23 november 1756 med Alleta Maria Söderhielm. Hon var dotter till överstelöjtnanten Lorentz Niklas Söderhielm och Alleta Maria Cederberg. Paret fick följande barn: Sara Maria, Ulrika Charlotta Löth-Örnsköld (gift med Gustaf Johan Mannerheim), Johan Vilhelm, Nils August och Carl Reinhold Löth-Örnsköld.